# I Robinson della terra
I Robinson della terra è una serie di fumetti di fantascienza ideata e realizzata da Roger Lecureux e Alfonso Font.

## Storia editoriale
La serie venne realizzata dal 1979 al 1982 e pubblicata in Francia sulla rivista Pif Gadget. In Italia venne pubblicata nei primi anni ottanta sulla rivista Più. In Francia la serie venne pubblicata anche in volume nel 2004 e nel 2008.

## Trama
Thula è una gigantesca astronave atterrata sul pianeta Terra milioni di anni fa e protetta dall'esterno da una cupola trasparente; all'interno di essa, vivono il popolo degli Zorkas, che detengono il potere, e i Suniani. Rod, rappresentante dei suniani, ritiene che, lo sfruttamento delle risorse del pianeta stia mettendo in rischio il futuro della città e si oppone alle scelte di Zorka, leader della comunità e, a causa di ciò, viene condannato a morte; riesce però a fuggire dalla città insieme ad altri suniani, Lilya e Orloz e insieme vanno alla ricerca della base di altri che come lui avevano osato opporsi a Zorka; aiutati da Talin, un zorkas che non condivide le scelte del dittatore, riescono a salvarsi dai pericoli della Terra, popolata da animali preistorici. Al gruppo si unirà un altro disertore di zorkas, Hakar, che in realtà è una spia.